# Serenity (episod)
„Serenity” este finalul serialului în două părți și episodul pilot inițial al serialului TV american științifico-fantastic Mercenarii universului (Firefly), care a fost creat de Joss Whedon. A fost primul episod produs pentru serial și a avut premiera vineri, 20 decembrie 2002, pe canalul Fox. Deoarece directorii studioului au fost nemulțumiți de acest episod ca premieră a serialului, cel de-al doilea episod al serialului, „Jaful trenului” („The Train Job⁠(d)”), a fost rescris și produs ca un al doilea pilot pentru a fi difuzat primul. Episodul își împarte numele cu lungmetrajul din 2005 Serenity, care servește ca o continuare a serialului Mercenarii universului.
La începutul secolului al XXVI-lea, Malcolm Reynolds (Nathan Fillion) și Zoe Washburne (Gina Torres) sunt singurii supraviețuitori ai unității lor rebele în bătălia din Valea Serenity în timpul Războiului de Unificare, în care Independenții au pierdut în fața Alianței. Șase ani mai târziu, aceștia își duc o existență la marginile spațiului cu nava lor spațială clasa Firefly Serenity, acceptând slujbe ciudate chiar dacă implică infracțiuni mărunte. Ei iau, de asemenea, pasageri pentru a-și suplimenta veniturile, inclusiv un bărbat cu un secret care le va schimba viața pentru totdeauna.
În 2003, episodul a câștigat premiul pentru „cele mai bune efecte vizuale într-un serial de televiziune” acordat de Visual Effects Society și a fost nominalizat la premiul Hugo în 2003 pentru „cea mai bună prezentare dramatică, formă scurtă”.

## Prezentare

### Partea 1
În 2511, o echipă de „Independenți”, condusă de sergentul Malcolm „Mal” Reynolds și caporalul Zoe Alleyne, luptă în Bătălia din Valea Serenity în timpul Războiului de Unificare. În ciuda insistenței lui Mal că bătălia poate fi câștigată cu sprijin aerian, Zoe primește ordin de retragere de la liderii rebeliunii. Mal este forțat să privească îngrozit cum navele Alianței mătură câmpul de luptă fără opoziție, distrugând restul independenților.
Șase ani mai târziu, Mal este căpitanul propriei nave de transport, un model mai vechi de navă din clasa Firefly pe care a numit-o Serenity, cu Zoe ca ofițer secund. Restul echipajului navei este format din Wash (Alan Tudyk), care este pilotul navei și soțul lui Zoe; Kaylee (Jewel Staite), inginerul; și Jayne Cobb (Adam Baldwin), un mercenar în care Mal nu are încredere. Inara (Morena Baccarin), o Companioană (o curtezană de înaltă clasă) care închiriază una dintre cele două navete de pe Serenity, călătorește de obicei cu ei, dar în prezent este plecată pentru afaceri.
În timp ce echipajul sustrage ilegal câteva lăzi de pe o navă spațială distrusă a Alianței, ei sunt observați de un crucișător al Alianței. Pentru a nu fi capturați, Mal l-a pus pe Wash să lanseze o sondă falsă SOS. Crucișătorul Alianței este păcălit și renunță la urmărirea navei Firefly, dar transmite tuturor un buletin informativ că o navă din clasa Firefly transportă bunuri furate ale Alianței.
Echipajul lui Serenity călătorește către planeta Persephone pentru a-i livra bunurile furate lui Badger (Mark Sheppard), șeful mafiei care i-a angajat pentru furt. Cu toate acestea, Badger renunță la înțelegerea lor după ce a aflat că Alianța a trimis un buletin informativ despre echipajul lui Mal. În plus, nu-i place felul în care Mal îl privește cu dispreț. Mal decide să încerce să vândă marfa lui Patience, o veche asociată de afaceri care locuiește pe planeta Whitefall. Zoe are îndoieli, de când Patience l-a împușcat pe Mal ultima dată când s-au întâlnit, dar Mal este disperat să scape de încărcătura furată. Echipajul ia pasageri înainte de a părăsi planeta Persephone pentru un venit suplimentar, iar Inara se alătură navei. Noii pasageri sunt un predicator pe nume Shepherd Book (Ron Glass), un bărbat pe nume Dobson (Carlos Jacott) și un medic bogat pe nume Simon Tam (Sean Maher) care aduce la bord o misterioasă ladă mare.
În drum spre Whitefall, Wash descoperă că cineva de la bord a trimis un mesaj către cel mai apropiat crucișător al Alianței. Bănuind că Simon este cârtița, Mal se confruntă cu el, doar pentru a descoperi că Dobson este de fapt un om sub acoperire al Alianței. Dobson îl surprinde pe Mal spunându-le că pe Simon vrea să-l aresteze, nu pe Mal. În timpul confruntării tensionate, Dobson nervos o împușcă accidental pe Kaylee în stomac înainte de a fi doborât de Book, care reușește să-l dezarmeze și să-l culce la pământ cu ușurință. Când un crucișător al Alianței le ordonă să pregătească procedura de andocare pentru transferul prizonierilor, Simon amenință că nu o va trata pe Kaylee dacă nu fug. Mal acceptă fără tragere de inimă (după ce a fost îndemnat de Inara să facă acest lucru), dar apoi o pune pe Jayne să-l rețină pe Simon în timp ce el deschide lada misterioasă a lui Simon, doar pentru a fi surprins să găsească înăuntru o tânără goală în somn crionic.

### Partea a 2-a
Femeia din ladă este River Tam (Summer Glau), sora mai mică a lui Simon. Simon explică că sora lui a fost un copil minune strălucit, care a fost trimis la o academie a Alianței de elită, dar secretă, la paisprezece ani. După ce River i-a trimis o scrisoare codificată pentru ajutor, el a descoperit că Alianța făcea experimente pe studenții academiei. Simon și-a abandonat cariera de chirurg de traumatologie de succes pentru a o salva și și-a cheltuit toți banii pentru a o scoate ilegal din academie. Alianța o dorește foarte mult pe River înapoi. Mal decide să meargă pe Whitefall așa cum a planificat și să predea atât bunurile, cât și să-i lase acolo pe frații Tam.
Mal îi spune lui Jayne să-l interogheze pe Dobson pentru a afla ce a spus Alianței despre ei. Odată ce Jayne află că Alianța nu știe nimic, Dobson încearcă să-l mituiască, oferindu-i suficienți bani pentru a-și cumpăra propria navă.
La scurt timp după aceea, ei descoperă că o navă Reaver se apropie. Zoe îi explică lui Simon că „dacă iau nava, ne vor viola până la moarte, ne vor mânca carnea și își vor coase haine din pielea noastră. Și dacă suntem foarte foarte norocoși, o vor face în ordinea aceea.” Din fericire, nava Reaver trece pe lângă ei fără incidente.
Serenity aterizează pe Whitefall. Neavând încredere în Patience, Mal îl trimite pe Jayne departe ca lunetist ascuns, în timp ce el și Zoe se întâlnesc cu Patience și cu câțiva dintre oamenii ei într-o vale deșertică. Mal îi dă lui Patience o mostră din încărcătură. După cum era de așteptat, Patience încearcă să-i omoare după ce a aflat unde a ascuns restul încărcăturii, dar Mal, Zoe și Jayne îi împușcă pe oamenii lui Patience. Mal o lasă pe Patience în viață, dar îi ia banii pe care aceasta i-a promis. Jayne este avertizat de Wash că sălbaticii Reaver s-au întors și i-au urmărit până pe Whitefall.
Între timp, pe navă, Dobson scapă, îl lovește pe Book și o ia ostatecă pe River. Mal se întoarce și îl împușcă calm pe Dobson direct în cap, aruncându-i corpul de pe navă în timp ce decolează, cu sălbaticii Reaver pe urmele lor.
Mal le ordonă lui Inara, Book, Simon și River să meargă pe naveta Inarei, dacă sălbaticii Reaver vor ajunge la bordul lui Serenity. Jayne o duce pe Kaylee, încă convalescentă, în sala mașinilor, iar Book se oferă să o ajute. Wash reușește să facă o manevră prin rotirea întregii duze (un „Crazy Ivan” sau VIFF), iar Serenity reușește să scape de cei care o urmăresc.
Jayne îi spune lui Mal că ar trebui să scape de frați, deoarece Dobson i-a spus că Alianța va trimite mereu pe cineva după River. Mal îl întreabă pe Jayne de ce nu l-a trădat. Jayne îi răspunde că Dobson nu i-a oferit suficienți bani pentru a-și cumpăra propria navă. Mal îi sugerează lui Simon că el și River ar putea fi mai în siguranță în mișcare și subliniază că Serenity se mișcă mereu și are nevoie de un medic calificat pe navă. Simon acceptă fără tragere de inimă oferta lui.

## Scene șterse
Acest episod are două scene șterse.
- O scenă alternativă la începutul episodului care arată consecințele bătăliei din Valea Serenity. Majoritatea soldaților din tabăra independenților sunt morți. Mal și alți supraviețuitori sunt martori la sosirea mult așteptată a navelor de salvare; când Zoe spune „Mulțumesc lui Dumnezeu” pentru sosirea navelor, Mal o întreabă cu amărăciune de  partea cui este Dumnezeu. Această scenă a fost ștearsă deoarece studioul dorea o scenă de deschidere mai plină de acțiune. Această scenă ar fi explicat de ce Mal, care este văzut sărutând o cruce de la gât în timpul luptei, și-a pierdut credința în Dumnezeu.
- O scenă în care Simon are grijă de Kaylee care este rănită. Book îl întreabă pe Simon de ce a ales să vină la bordul lui Serenity și Simon îi răspunde că datorită proastei reputații a navei. Book sugerează că lui Simon îi lipsesc cunoștințele de istorie. Simon caută date despre Bătălia din Valea Serenity în enciclopedia sa, iar Zoe îi spune câți soldați au murit în timpul bătăliei și despre consecințele acesteia. Ea îi spune lui Simon că Mal nu îl va ucide decât dacă nu are altă opțiune. Când Simon întreabă de ce a numit Mal nava după o luptă atât de oribilă, Zoe răspunde că „odată ce ai fost în Serenity, nu mai pleci niciodată de acolo”.

## Semnificația scenariului
Acest episod introduce o poveste majoră a serialului de scurtă durată: a fraților River și Simon. Dezvăluie dragostea profundă și altruistă a lui Simon pentru sora lui și că viața lui este acum definită de ea.
În ciuda scenariului din care reiese că Dobson este ucis de Mal, Joss Whedon a plănuit să aducă personajul înapoi. Cu toate că serialul a fost anulat, revenirea lui Dobson ca răzbunare a fost o parte cheie a intrigii din Serenity: Those Left Behind, un miniserial de benzi desenate cu trei numere, menită să fie o punte de legătură între serialul de televiziune și filmul Serenity.

## Teme
După cum subliniază Joss Whedon în comentariul acestui episod, fiecare serial al său este „despre crearea unei familii”. Pentru a sugera un simț al familiei, el concentrează o anumită acțiune în jurul unei scene în care membrii echipajului iau cină la o masă și direcționează lumină caldă către fețele acestora. Tema este întărită de interacțiunea dintre Simon și sora lui, River. Simon a făcut un act dezinteresat în salvarea surorii sale, iar viața lui este acum definită de aceasta. Whedon a vrut să arate un tip de relație care nu era o relație părinte-copil.
O altă temă este fuziunea dintre cultura asiatică și cea de frontieră. După cum a spus Brett Matthews, nu s-ar putea face mai bine așa ceva în afară de imaginea lui Mal cu o cană de tablă Western și bețișoare. Apoi contrastează acest lucru cu crucișătorul înalt și vertical al Alianței care le detectează, deoarece a vrut să arate cât de ineficient era guvernul Alianței. 
De asemenea, a vrut să arate un stil de viață foarte tactil și fizic și să-l contrasteze cu stilul de viață al publicului contemporan, unde lucrurile pur și simplu „[îți] cad în poală”.

## Producție
Acest episod a fost inițial conceput ca un episod pilot, dar cei de la Fox au considerat versiunea originală nepotrivită și, în schimb, „The Train Job” a fost difuzat ca pilot, iar „Serenity” a fost în cele din urmă episodul final difuzat. Secvența de început a episodului a fost refilmată înainte de a fi difuzat, pentru a oferi mai multă „acțiune” pe care și-a dorit-o Fox.
Rebecca Gayheart a jucat inițial rolul Inarei Serra, dar a fost înlocuită de Baccarin la începutul filmărilor episodului. În așteptarea redistribuirii rolului, Whedon a filmat scene ale personajului în care nu apare și în care interacționează cu echipajul, așa că singurele părți care au trebuit refilmate au fost cele în care apare Inara.
După ce sunt prezentați prima dată sălbaticii Reaver, ecranul devine aproape negru pentru a încheia actul. Whedon a vrut să lase publicului timp să „respire” înainte de începerea pauzei publicitare, dar un negru adevărat ar fi semnalat automat reclamele, așa că a optat pentru o culoare cât mai apropiată de negru, fără a provoca acest sentiment.

## Distribuție invitată
- Carlos Jacott - Lawrence Dobson, un agent al legii („Fed”) din parte Alianței. Acesta este, de asemenea, unul dintre „trucurile” lui Whedon: un actor care a apărut în Buffy, spaima vampirilor și Angel, precum și în Firefly .
- Mark Sheppard - Badger, șeful mafiei locale de pe planeta Persephone.
- Andy Umberger - căpitanul crucișătorului Alianței Dortmunder. Ca și Carlos Jacott a jucat în Buffy, totuși, în acel serial a fost machiat foarte puternic în rolul unui personaj secundar important, demonul D'Hoffryn⁠(d), șeful lui Anyanka⁠(d), așa că abia este de recunoscut, așa cum notează Fillion în comentariul DVD.
- Philip Sternberg - client al Inarei.
- Eddie Adams - Bendis, unul dintre membrii unității militare a lui Mal și Zoe în Bătălia din Valea Serenity.
- Colin Patrick Lynch - operator radio.
- Bonnie Bartlett - Patience.